# Карташев, Степан Яковлевич
Степан Яковлевич Карташев (1877 либо 1879/80, посёлок Никольский, Оренбургское казачье войско — 1921) — оренбургский казак, прапорщик Русской императорской армии (1915). Участник русско-японской и Первой мировой войн. Кавалер II, III, IV степеней Знака отличия Военного ордена и I степени Георгиевского креста.

## Биография
Степан Карташев родился в 1877 (по другим данным, в 1879 или 1880) году в посёлке Никольский станицы Городищенская 1-го военного отдела Оренбургского казачьего войска (ОКВ).
Участвовал в русско-японской войне. За храбрость, проявленную 19 июля 1904 года во время разведки близ деревни Ташатунь, 13 августа 1906 года Карташев был удостоен Знака отличия Военного ордена IV степени; за подвиги в той же войне был удостоен 3-й и 2-й степеней этой награды. В августе 1906 года он получил звание вахмистра.
Принимал участие в боях Первой мировой войны, с 1914 по 1917 год служил во 2-й Оренбургской особой казачьей сотне (ООКС). В конце июля 1915 года лечился от ревматизма. 9 августа 1915 года получил звание подхорунжего. 30 октября того же года Краташев «за боевые отличия» был произведён в офицерский чин прапорщика, а ещё до этого, 27 октября 1915 года, «за отличия, оказанные в делах против неприятеля», получил Георгиевский крест I степени. Занимал должность заведующего летучей почтой от Оренбурга до Соль-Илецка.
Степан Яковлевич скончался в 1921 году от холеры. По состоянию на июль 1915 года состоял в браке с Марией Ивановной Субботиной. Имел двоих сыновей — Игната и Прокофия.

## Награды
Карташев был удостоен Знака отличия Военного ордена II (1904/5), III (1904/5) и IV (приказ по ОКВ № 917 от 13 августа 1906) и Георгиевского креста I степени (объявлено приказом № 917 по 2-й ООКС от 27 октября 1915), а также двух или трёх медалей.

## Комментарии
1. ↑  В 1913 году Знак отличия Военного ордена был переименован в Георгиевский крест.
2. ↑  В «Уведомлении о приёме больного или раненого, поступившего с театра военных действий» говорится, что по состоянию на 26 июля 1915 года Степану Карташеву было 35 лет, что дает основание полагать о том, что он родился либо в 1879, либо в 1880 году[1].
3. ↑  В «Уведомлении о приёме больного или раненого, поступившего с театра военных действий» от 26 июля 1915 года, имя супруги Карташева не указывается[1], в то же время историки А. В. Ганин, В. Г. Семёнов называют имя жены, но не указывают дату свадьбы[2].